# القشيعة

تعديل مصدري - تعديل

القشيعة هي إحدى قرى عزلة  الوضيع بمديرية الوضيع التابعة لمحافظة أبين، بلغ تعداد سكانها 198 نسمة حسب تعداد اليمن لعام 2004.